# Hatósági erkölcsi bizonyítvány

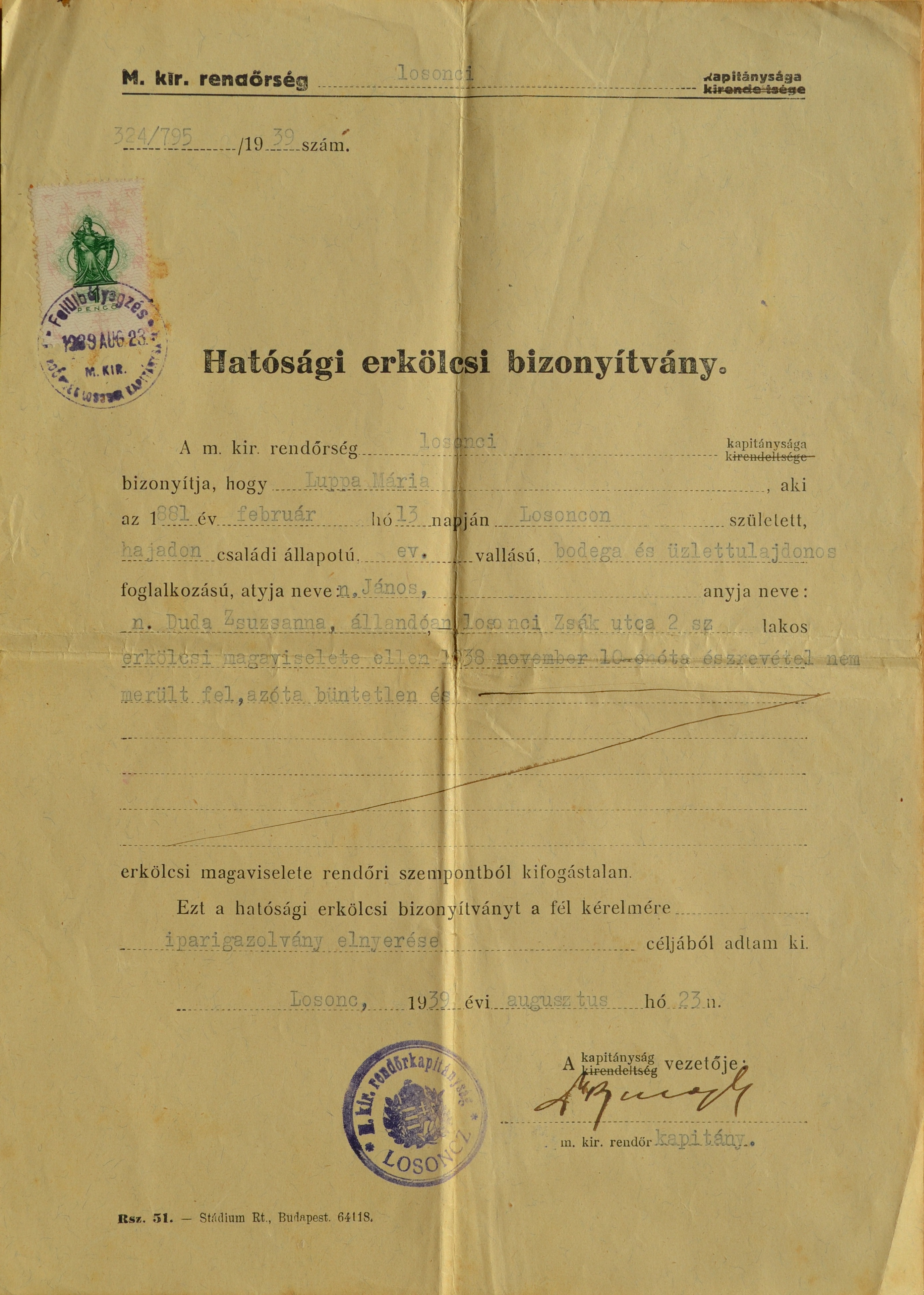
Losoncon 1939-ben kiállított erkölcsi bizonyítvány

A hatósági erkölcsi bizonyítvány (a köznyelvben erkölcsi bizonyítvány) egy kérelemre kiadható okmány, amely tanúsítja, hogy a kérelmező az adott állam bűnügyi nyilvántartásában nem szerepel. Jogszabályok bizonyos munkakörök betöltésének előfeltételei között előírhatják erkölcsi bizonyítvány csatolását is. A kérelem illetékmentes (egy éven belül benyújtott legfeljebb négy kérelem esetén).

## Története
2016 előtt a  Közigazgatási és Elektronikus Közszolgáltatások Központi Hivatala intézte. A kérelem illetéke 3100 Ft volt.

## Főbb szabályai
A kérelmet bárki személyesen, a saját személyére vonatkozóan előterjesztheti, állampolgárságától függetlenül. (Van belföldi illetve külföldi kérelem).
Az ügyintézési határidő jelentősen rövidült az idők során: az ügyfélszolgálaton személyesen előterjesztett kérelem esetén 5 nap, minden más esetben 8 nap.

## Az erkölcsi bizonyítvány közlése
A postai úton előterjesztett kérelem alapján kiállított hatósági erkölcsi bizonyítványt a bűnügyi nyilvántartó szerv postai úton küldi meg a kérelmező vagy a kérelmező által meghatározott címzett belföldi kézbesítési címére.
Az ügyfélszolgálaton személyesen előterjesztett kérelem alapján kiállított hatósági erkölcsi bizonyítványt a bűnügyi nyilvántartó szerv személyesen a kérelmező részére adja át.
Az ügyfélkapun keresztül egyedi informatikai alkalmazás igénybevételével, elektronikus úton előterjesztett kérelem alapján kiállított hatósági erkölcsi bizonyítványt a bűnügyi nyilvántartó szerv postai úton küldi meg a kérelmező vagy a kérelmező által meghatározott címzett belföldi kézbesítési címére.
A külföldi kérelem előterjesztése alapján, elektronikus közokiratként kiállításra kerülő hatósági erkölcsi bizonyítványt a bűnügyi nyilvántartó szerv a kérelmet továbbító hivatásos konzuli tisztviselő részére küldi meg.